# غراهام ماكنزي
غراهام ماكنزي (24 يونيو 1941 في أستراليا - ) (بالإنجليزية: Garth McKenzie)‏ هو لاعب كريكت أسترالي. شارك مع منتخب أستراليا الوطني للكريكت. أما مع النوادي، فقد لعب مع نادي مقاطعة ليسترشاير للكريكت ‏ وفريق غرب أستراليا للكريكت ‏ وGauteng (cricket team) ‏.

## وصلات خارجية
- غراهام ماكنزي على موقع إي آس بي آن كريك إنفو (الإنجليزية)